# Maya (film, 1949)
Pour les articles homonymes, voir Maya.
Pour plus de détails, voir Fiche technique et Distribution.
Maya est un film français réalisé par Raymond Bernard, sorti en 1949

## Synopsis
Bella est une marchande de plaisirs qui rêve au grand amour, surnommée Maya ce qui veut dire « illusion ». Épuisée de donner du plaisir aux autres, elle souhaite rencontrer l'homme de sa vie. Jusqu'au jour où elle rencontre Jean, un charmant marin...

## Fiche technique
- Titre : Maya
- Réalisation : Raymond Bernard
- Scénario et adaptation : Simon Gantillon et Raymond Bernard, d'après la pièce de Simon Gantillon créée en 1924
- Dialogue : Simon Gantillon
- Assistants réalisateur : Serge Vallin, Martine Guillou et Tony Aboyantz
- Photographie : André Thomas
- Opérateur : Ripouroux, assisté de Robert Bontemps et Maurice Kamenski
- Musique : Georges Auric aux éditions Salabert
- Chanson de Betove
- Décors : Léon Barsacq, assisté de Robert Clavel et André Bask
- Son : Joseph de Bretagne, assisté de Guy Chichignoud et Jacques Maumont
- Système sonore Optiphone
- Montage : Charlotte Guilbert, assisté de Jean Guilbert
- Script-girl : Lucile Costa
- Régisseur : Fred Herold et Fred Surin
- Photographe de plateau : Limot
- Portraits réalisés aux studios Harcourt
- Maquillage : Anatole Paris
- Costumes : Olga Choumansky
- Chef costumier : Victor Noeppel
- Ensemblier : Mérangel
- Accessoiriste de plateau : Terrasse
- Tournage dans les studios François Ier
- Distribution : Lux Compagnie Cinématographique de France
- Maison de production : Les Films Izaran
- Producteur associé et directeur de production : Ralph Baum
- Laboratoire : Lianofilm
- Pays :  France
- Format : Noir et blanc - 35 mm - Son mono
- Genre : Drame
- Durée : 78 minutes
- Dates de sortie :
  - France : 9 décembre 1949
- Visa d'exploitation : 8.552
- Affiches : Jacques Bonneaud, Roger Rojac (France)

## Distribution
- Viviane Romance : Bella, une prostituée du port
- Jean-Pierre Grenier : Jean, un marin de "L'Albatros"
- Fréhel : "Notre mère", la vieille prostituée
- Marcel Dalio : Le steward du bateau de croisière "L'Océanic"
- Françoise Hornez : Fifine, la petite amie d'Albert
- Louis Seigner : Le paysan qui passe un moment avec Bella
- Jane Morlet : Une vieille prostituée du port
- Valery Inkijinoff : Cachemire, le maître d'hôtel de "L'Albatros"
- Jacques Castelot : Monsieur Ernest, un souteneur
- Jean Clarieux : Le policier
- Georges Douking : Jacques, le soutier suicidaire
- Philippe Nicaud : Albert le bagagiste petit ami de Fifine
- Maurice Regamey : Michel, un marin
- Jean Despeaux : Un marin
- Franck Maurice : Un marin au chauffage du navire
- Max Dalban : Le gros homme attablé
- Georges Vitray : Le commandant de "L'Albatros"
- Daniel Mendaille : Le directeur du bureau de navigation
- Eugène Stuber : Un autre soutier
- Georges Sauval : Le patron du bistrot
- Teddy Bilis : Un consommateur qui poursuit le steward
- Marthe Sarbel : La logeuse
- Yette Lucas : La bouquerière
- Yvonne Yma : La marchande de fleurs
- Benoîte Lab : Une "fille" du port
- Daniel Ceccaldi : Un serveur du bistrot
- Edmond Tamiz : Un marin de "L'Albatros"
- Robert Hossein : Un témoin du meurtre qui "n'a rien vu"
- Dominique Davray : Une entraîneuse qui danse
- René Arrieu : Un marin de "L'Albatros"
- Jean Landier :
- René Sauvaire :
- Olivier Mathot :
- Jean-Jacques Rouff :
- Bernard Amiot :
- Marius David :
- Simone Chambord (Judith Magre) :
- Xenia Monty
- Zina Rachevsky :
- Heddy Miller :
- Christiane Maillot :
- Lina Roxa :
- Cora Lanid